# 대전군
대전군(大田郡)은 충청남도의 옛 행정 구역이다. 1914년 회덕군을 중심으로 진잠군, 공주군 현내면(유성면)을 통합하여 대전군이 설치되었다. 1935년 대전군 대전읍이 대전부로 승격되어 분리되고, 대전군을 대덕군으로 개칭하였다.

## 행정 구역
1914년의 행정구역과 현재의 행정구역 비교
| 1914년          | 1914년 | 현재              | 현재 |
| 면              | 정·리 | 구·면             | 동·리 |
| --------------- | --- | ----------------- | --- |
| 대전면 (大田面) | 본정 일부, 본정 일부, 춘일정 일부, 영정 | 대전광역시 동구   | 원동, 인동, 중동, 정동 |
| 대전면 (大田面) | 춘일정 일부 | 대전광역시 중구   | 은행동 |
| 외남면 (外南面) | 대사리 일부, 대사리 일부, 부사리 일부, 부사리 일부, 발암리, 방축리, 석교리, 호동리, 옥계리, 중촌리                                                                     | 대전광역시 중구   | 대사동, 대흥동, 부사동, 문창동, 선화동, 목동, 석교동, 호동, 옥계동, 중촌동                                                     |
| 외남면 (外南面) | 홍도리, 가양리, 소제리 일부, 소제리 일부, 연효리 일부, 연효리 일부, 산소리, 대동리, 신대리 일부, 신대리 일부, 가오리, 용방리, 삼정리, 대성리, 외천리 일부, 외천리 일부 | 대전광역시 동구   | 홍도동, 가양동, 소제동, 자양동, 삼성동, 성남동, 판암동, 대동, 신안동, 신흥동, 가오동, 용운동, 삼정동, 대성동, 효동, 천동       |
| 동면 (東面)     | 마산리, 효평리, 직동리, 세천리, 비룡리, 주산리, 신상리, 신하리, 용계리, 사성리, 내탑리, 주촌리, 오동리, 추동리, 신촌리                                                 | 대전광역시 동구   | 마산동, 효평동, 직동, 세천동, 비룡동, 주산동, 신상동, 신하동, 용계동, 사성동, 내탑동, 주촌동, 오동, 추동, 신촌동               |
| 산내면 (山內面) | 이사리, 대별리, 낭월리, 구도리, 삼괴리, 하소리, 상소리, 장척리, 소호리                                                                                                 | 대전광역시 동구   | 이사동, 대별동, 낭월동, 구도동, 삼괴동, 하소동, 상소동, 장척동, 소호동                                                         |
| 산내면 (山內面) | 무수리, 구완리, 목달리, 정생리, 침산리, 어남리, 금동리 | 대전광역시 중구   | 무수동, 구완동, 목달동, 정생동, 침산동, 어남동, 금동                                                                           |
| 유천면 (柳川面) | 유천리, 안영리, 사정리, 당대리, 과례리, 평리 일부, 평리 일부, 용두리 일부                                                                                              | 대전광역시 중구   | 유천동, 안영동, 사정동, 산성동, 문화동, 오류동, 태평동, 용두동                                                                 |
| 유천면 (柳川面) | 가장리, 내동리, 괴정리, 탄방리, 둔산리 일부, 둔산리 일부, 월평리, 갈마리, 정림리, 도마리, 용두리 일부, 변동리, 복수리, 삼천리                                          | 대전광역시 서구   | 가장동, 내동, 괴정동, 탄방동, 둔산동 일부, 만년동, 월평동, 갈마동, 정림동, 도마동, 용문동, 변동, 복수동, 둔산동 일부           |
| 기성면 (杞城面) | 흑석리, 산직리, 봉곡리, 매노리, 장안리, 평촌리, 용촌리, 원정리, 우명리, 오리, 괴곡리, 가수원리, 도안리, 관저리                                                         | 대전광역시 서구   | 흑석동, 산직동, 봉곡동, 매노동, 장안동, 평촌동, 용촌동, 원정동, 우명동, 오동, 괴곡동, 가수원동, 도안동, 관저동                 |
| 진잠면 (鎭岑面) | 남선리 | 계룡시 신도안면   | 남선리 |
| 진잠면 (鎭岑面) | 내동리, 교촌리, 대정리, 학하리, 계산리, 용계리, 방동리, 성북리, 세동리, 송정리                                                                                         | 대전광역시 유성구 | 원내동, 교촌동, 대정동, 학하동, 계산동, 용계동, 방동, 성북동, 세동, 송정동                                                     |
| 유성면 (儒城面) | 구성리, 어은리, 궁동리, 봉명리, 신흥리, 상대리, 구암리, 장대리, 복용리, 덕명리, 갑동리, 노은리, 죽동리, 지족리                                                         | 대전광역시 유성구 | 구성동, 어은동, 궁동, 봉명동, 원신흥동, 상대동, 구암동, 장대동, 복용동, 덕명동, 갑동, 노은동, 죽동, 지족동                     |
| 탄동면 (炭洞面) | 백운리, 신성리, 하기리, 안산리, 외삼리, 반석리, 장동리, 덕진리, 신봉리, 추목리, 내동리, 도룡리, 가정리, 화암리, 수남리                                                 | 대전광역시 유성구 | 자운동, 신성동, 하기동, 안산동, 외삼동, 반석동, 장동, 덕진동, 신봉동, 추목동, 방현동, 도룡동, 가정동, 화암동, 수남동           |
| 구즉면 (九則面) | 봉산리, 금고리, 구룡리, 둔곡리, 대동리, 금탄리, 신동리, 관평리, 탑립리, 용산리, 송강리, 문지리, 원촌리, 전민리                                                         | 대전광역시 유성구 | 봉산동, 금고동, 구룡동, 둔곡동, 대동, 금탄동, 신동, 관평동, 탑립동, 용산동, 송강동, 문지동, 원촌동, 전민동                     |
| 내남면 (內南面) | 용전리 | 대전광역시 동구   | 용전동 |
| 내남면 (內南面) | 비래리, 송촌리, 중리, 법동리, 오정리, 대화리, 읍내리, 연축리, 신대리, 와동리                                                                                           | 대전광역시 대덕구 | 비래동, 송촌동, 중리동, 법동, 오정동, 대화동, 읍내동, 연축동, 신대동, 와동                                                     |
| 북면 (北面)     | 문평리, 목상리, 평촌리, 신대리, 상서리, 덕암리, 석봉리 일부, 석봉리 일부, 용호리, 장동리, 미호리, 삼정리, 부수리, 갈전리, 이현리, 황호리                               | 대전광역시 대덕구 | 문평동, 목상동, 평촌동, 신일동, 상서동, 덕암동, 석봉동, 신탄진동, 용호동, 장동, 미호동, 삼정동, 부수동, 갈전동, 이현동, 황호동 |

## 역사
- 1895년 5월 26일 고종이 전국을 23부로 나누면서 공주부 산하에 회덕군, 진잠군을 관할하게 하였다.
- 1906년 월경지 정리령에 의해 청주군 주안면을 회덕군에 편입하였다.
- 1914년 4월 1일 회덕군, 진잠군과 공주군 현내면을 대전군으로 통폐합하였다.[3] (12면)

| 부령 제111호 |             | |
| 구 행정구역 | 신 행정구역 | 신 행정구역 |
| 회덕군 산내면(山內面) 대전리 일부, 장대리 일부/(외남면) 정포리 일부, 대전리 일부/(외남면) 하신리 일부/소제리 일부/수침리 일부, 대전리 일부/(외남면) 수침리 일부, 목척리 일부, 구도문리/(외남면) 응전리/대별리 일부, 구완전리, 금동, 낭월리/(외남면) 대성리 일부/낭월리 일부, 돈리동/백운리/대별리/(외남면) 대별리 일부, 목달리/송사리/낙동/역동, 이목동/무수동, 마달리/소룡리/삼괴정리/소호리 일부/(외남면) 덕산리, 산적리/상소전리, 신완전리/소호리 일부, 어남리/도리산리, 이사리/상사리/하사리, 장척리/소호리 일부, 정생동/묘각리/답적리, 침산리/유동, 하소전리, 대사동/대산리/목척리 일부, 발암리/목척리 일부/중촌 일부, 하룡리/방축리 일부/중촌 일부/목동 일부, 부사리/장대리 일부, 세동/석교리 일부, 옥계리/(외남면) 대성리 일부, 목동 일부/중촌 일부/신촌/(유등천면) 용두리 일부/(외남면) 무릉리 일부, 호동/호암리/모암리 | 대전면      | 본정1정목, 본정2정목, 영정, 춘일정1정목, 춘일정2정목                                                                           |
| 회덕군 산내면(山內面) 대전리 일부, 장대리 일부/(외남면) 정포리 일부, 대전리 일부/(외남면) 하신리 일부/소제리 일부/수침리 일부, 대전리 일부/(외남면) 수침리 일부, 목척리 일부, 구도문리/(외남면) 응전리/대별리 일부, 구완전리, 금동, 낭월리/(외남면) 대성리 일부/낭월리 일부, 돈리동/백운리/대별리/(외남면) 대별리 일부, 목달리/송사리/낙동/역동, 이목동/무수동, 마달리/소룡리/삼괴정리/소호리 일부/(외남면) 덕산리, 산적리/상소전리, 신완전리/소호리 일부, 어남리/도리산리, 이사리/상사리/하사리, 장척리/소호리 일부, 정생동/묘각리/답적리, 침산리/유동, 하소전리, 대사동/대산리/목척리 일부, 발암리/목척리 일부/중촌 일부, 하룡리/방축리 일부/중촌 일부/목동 일부, 부사리/장대리 일부, 세동/석교리 일부, 옥계리/(외남면) 대성리 일부, 목동 일부/중촌 일부/신촌/(유등천면) 용두리 일부/(외남면) 무릉리 일부, 호동/호암리/모암리 | 산내면      | 구도리, 구완리, 금동리, 낭월리, 대별리, 목달리, 무수리, 삼괴리, 상소리, 소호리, 어남리, 이사리, 장척리, 정생리, 침산리, 하소리 |
| 회덕군 산내면(山內面) 대전리 일부, 장대리 일부/(외남면) 정포리 일부, 대전리 일부/(외남면) 하신리 일부/소제리 일부/수침리 일부, 대전리 일부/(외남면) 수침리 일부, 목척리 일부, 구도문리/(외남면) 응전리/대별리 일부, 구완전리, 금동, 낭월리/(외남면) 대성리 일부/낭월리 일부, 돈리동/백운리/대별리/(외남면) 대별리 일부, 목달리/송사리/낙동/역동, 이목동/무수동, 마달리/소룡리/삼괴정리/소호리 일부/(외남면) 덕산리, 산적리/상소전리, 신완전리/소호리 일부, 어남리/도리산리, 이사리/상사리/하사리, 장척리/소호리 일부, 정생동/묘각리/답적리, 침산리/유동, 하소전리, 대사동/대산리/목척리 일부, 발암리/목척리 일부/중촌 일부, 하룡리/방축리 일부/중촌 일부/목동 일부, 부사리/장대리 일부, 세동/석교리 일부, 옥계리/(외남면) 대성리 일부, 목동 일부/중촌 일부/신촌/(유등천면) 용두리 일부/(외남면) 무릉리 일부, 호동/호암리/모암리 | 외남면      | 대사리, 발암리(鉢岩里), 방축리(方丑里), 부사리, 석교리, 옥계리, 중촌리, 호동리                                                 |
| 회덕군 외남면(外南面) 매봉리/흥농리/가양리/원촌/탁곤리 일부/(내남면) 송촌 일부, 도사리/가오리/오리/(산내면) 석교리 일부, 하신리/신안리/대동리 일부/소제리 일부, 대성리 일부, 상신리/산소리/저전리 일부/(동면) 구정리 일부, 삼정상리/삼정중리/삼정하리/저전리 일부/(동면) 구정리 일부, 성동리/동강리/대동리 일부/탁곤리 일부/소제리 일부, 신대리/정포리 일부/대동리 일부, 솔랑리/영장리/연효리/소제리 일부/수침리 일부/홍도리 일부, 선랑리/모오리/용방리/초동, 외천리/(산내면) 별화산리/고수리, 세교리/동산리 일부/무릉리 일부/홍도리 일부/(내남면) 봉촌 일부 | 외남면      | 가양리, 가오리, 대동리, 대성리, 산소리(山所里), 삼정리, 소제리, 신대리, 연효리(連孝里), 용방리(龍坊里), 외천리, 홍도리         |
| 회덕군 내남면(內南面) 율치리/대화리/구만리/법동 일부/(서면) 구만리, 법동 일부, 신촌/대양리/비래리 일부, 송촌 일부/비래리 일부/중리 일부, 노촌/내동/오정리 일부/상오리 일부/봉촌 일부/(외남면) 동산리 일부/(서면) 노촌, 봉동/오정리 일부/중리 일부/법동 일부/상오리 일부 | 내남면      | 대화리, 법동리, 비래리, 송촌리, 오정리, 용전리, 중리                                                                           |
| 회덕군 현내면(縣內面) 신대리/목동 일부/와동 일부/연축동 일부, 연축동 일부, 평촌/목동 일부/와동 일부, 금성리/교동리/후곡리/당하리/읍내리 | 내남면      | 신대리, 연축리, 와동리, 읍내리                                                                                                 |
| 회덕군 동면(東面) 비룡리/덕치리/주동, 세천리/세곡리/신사리, 봉계리/아감리/신상리 일부, 신하리/신평리/소하리/장대리/신촌/묘동, 장천리/성산리/용계리/관동 일부/추하리 일부, 주산리/고요리/신상리 일부 | 동면        | 비룡리, 세천리, 신상리, 신하리, 용계리, 주산리                                                                                 |
| 회덕군 주안면(周岸面) 와정리/내탑리/옹암리 일부/사성리 일부, 사성리 일부, 사창리/노적리/토정리/신촌/(동면) 관동 일부, 상창리/하창리/오동리 일부/주촌 일부, 오동리 일부/주촌 일부, 추상리/추중리/추하리 일부/(동면) 관동 일부/(일도면) 마산상리 일부 | 동면        | 내탑리, 사성리, 신촌리, 오동리, 주촌리, 추동리                                                                                 |
| 회덕군 일도면(一道面) 달촌리/마산상리 일부/마산하리 일부/(동면) 관동 일부/(주안면) 사성리 일부, 영장리/사동리/냉천리/직동 일부/성동/마산하리 일부/(주안면) 옹암리 일부, 부수리 일부/갈전상리 일부/갈전하리 일부/직동 일부, 미호리/동현리/삼정하리 일부, 삼정상리/삼정중리/삼정하리 일부/신촌/용호리 일부/갈전하리 일부/삼산리 일부, 삼산리 일부/부수리 일부/형상원리 일부, 하산리/용호리 일부/장동리 일부, 이현리/심곡리, 장동리 일부/상산리, 황호리/서당리/지명리/형상원리 일부 | 동면        | 마산리, 직동리, 효평리 |
| 회덕군 일도면(一道面) 달촌리/마산상리 일부/마산하리 일부/(동면) 관동 일부/(주안면) 사성리 일부, 영장리/사동리/냉천리/직동 일부/성동/마산하리 일부/(주안면) 옹암리 일부, 부수리 일부/갈전상리 일부/갈전하리 일부/직동 일부, 미호리/동현리/삼정하리 일부, 삼정상리/삼정중리/삼정하리 일부/신촌/용호리 일부/갈전하리 일부/삼산리 일부, 삼산리 일부/부수리 일부/형상원리 일부, 하산리/용호리 일부/장동리 일부, 이현리/심곡리, 장동리 일부/상산리, 황호리/서당리/지명리/형상원리 일부 | 북면        | 갈전리, 미호리, 삼정리, 부수리, 용호리, 이현리, 장동리, 황호리                                                                 |
| 회덕군 북면(北面) 이동 일부/석봉리 일부/목하리 일부/덕운리 일부/덕암리 일부/(구즉면) 가작리 일부, 신흥리 일부/목상리 일부/목중리 일부/목하리 일부, 문평리/신흥리 일부/목중리 일부/(구즉면) 봉산리 일부, 죽림리/입암리/송암리/방등리/상서당리/평촌 일부/덕암리 일부, 신촌/자암리/달송리/이동 일부/덕운리 일부/석봉리 일부/(구즉면) 가작리 일부, 학소리/신대리/계상리/계하리/목상리 일부/목중리 일부/(구즉면) 봉산리 일부/봉암리 일부, 귀암리/하서당리/덕운리 일부/평촌 일부 | 북면        | 덕암리, 목상리, 문평리, 상서리, 석봉리, 신대리, 평촌리                                                                         |
| 공주군 현내면(縣內面) 송정리/매평리/평전리/신산리/굴암리 일부/갑동, 궁리/창리/점촌리/굴암리 일부/장대리 일부/상대동 일부/구암리 일부/(회덕군 천내면) 봉명동 일부, 노은동/수정리/덕미동/용의동/소읍리 일부/죽곡리 일부, 화산동/도덕동/덕명동/구암리 일부, 복룡리/기은동/서성동 일부, 산소리/중흥리/용촌리/상원동/양지동 일부/상대동 일부/서성동 일부, 덕락동/문산리/신흥리 일부/양지동 일부/서성동 일부, 유성리/동잠리/동자동/중봉리/구암리 일부/장대리 일부, 대야리/저평리/지동/죽동/갈마동 일부, 지족동/광덕리/신촌리/송곡리/공사동/은동/갈마동 일부/소읍리 일부/죽곡리 일부 | 유성면      | 갑동리, 구암리, 노은리, 덕명리, 복용리, 상대리, 신흥리(新興里), 장대리, 죽동리, 지족리                                         |
| 회덕군 천내면(川內面) 구성리/송산리/(탄동면) 상초리 일부/하초리 일부, 궁동리 일부/(공주군 현내면) 남작동/장현리/봉암리, 어은동 일부/궁동리 일부/낙동/봉명동 일부/(공주군 현내면) 장대리 일부/신흥리 일부/상대동 일부, 삼계리/신동리/평촌/어은리 일부/(탄동면) 상초리 일부, 가장리 일부, 갈마동/화암리/복수리, 괴정리/하응리/지동/응기리/백운리 일부, 가장리 일부/내동리 일부/예정리, 행정리/정두리/신대리/둔산리/(서면) 정두리, 성본리/월평촌/곡촌/삼의리, 승천리/백운리 일부/탄방리 일부/(서면) 갑천리 일부 | 유성면      | 구성리, 궁동리, 봉명리, 어은리                                                                                                 |
| 회덕군 천내면(川內面) 구성리/송산리/(탄동면) 상초리 일부/하초리 일부, 궁동리 일부/(공주군 현내면) 남작동/장현리/봉암리, 어은동 일부/궁동리 일부/낙동/봉명동 일부/(공주군 현내면) 장대리 일부/신흥리 일부/상대동 일부, 삼계리/신동리/평촌/어은리 일부/(탄동면) 상초리 일부, 가장리 일부, 갈마동/화암리/복수리, 괴정리/하응리/지동/응기리/백운리 일부, 가장리 일부/내동리 일부/예정리, 행정리/정두리/신대리/둔산리/(서면) 정두리, 성본리/월평촌/곡촌/삼의리, 승천리/백운리 일부/탄방리 일부/(서면) 갑천리 일부 | 유천면      | 가장리, 갈마리, 괴정리, 내동리, 둔산리, 월평리, 탄방리                                                                         |
| 회덕군 유등천면(柳等川面) 옥산리/노산리/모산리/천근리/과례리, 가척리/원대리/탑동리/당대리 일부, 사마리/산적리/송산리/변동리 일부/도마리 일부, 도마리 일부/변동리 일부/(천내면) 내동 일부, 복수리/도마리 일부, 성암리/사정리/반송리, 안영리/신봉리/구암리/창명리/윤동, , 유천리/중평리/창리/상평리 일부/당대리 일부, 반심리/평리 일부/용두리 일부/(천내면) 탄방리 일부/(산내면) 중촌 일부/방축리 일부, 수침리/신촌/하평리/용두리 일부/상평리 일부/평리 일부/도마리 일부 | 유천면      | 과례리(果禮理), 당대리(唐垈里), 도마리, 변동리, 복수리, 사정리, 안영리, 용두리, 유천리, 정림리, 평리                           |
| 회덕군 서면(西面) 신촌/삼천리/갑천리 일부/상신리 일부, 문지리 일부, 문지리 일부/원촌/방축리, 전민리/(공주군 현내면) 산촌 일부/탑립리 일부/청류리 | 유천면      | 삼천리(三川里) |
| 회덕군 서면(西面) 신촌/삼천리/갑천리 일부/상신리 일부, 문지리 일부, 문지리 일부/원촌/방축리, 전민리/(공주군 현내면) 산촌 일부/탑립리 일부/청류리 | 구즉면      | 문지리, 원촌리, 전민리 |
| 회덕군 구즉면(九則面) 동화리/관평리/주성리 일부/송강리 일부/봉산리 일부/설목리 일부/(탄동면) 안기리 일부, 청운동/하평리/구룡리/용두리 일부, 금고리/족동/작동 일부/불로동 일부/상산리 일부, 금탄리/(공주군 명탄면) 신동리 일부, 가마리/학교리/오대리/대동/불로동 일부/상산리 일부, 둔곡리/용두리 일부/(공주군 명탄면) 계봉리 일부, 후피리/신암리/박산리/봉산리 일부/봉암리 일부/작동 일부, 청룡리/와룡리/송강리 일부/주성리 일부, 신동리/신대리/신흥리/(공주군 명탄면) 신동리 일부, 오룡리/용산리 일부, 탑립리/의산리/용산리 일부/(현내면) 탑립리 일부/산촌 일부 | 구즉면      | 관평리, 구룡리, 금고리, 금탄리, 대동리, 둔곡리, 봉산리, 송강리, 신동리, 용산리, 탑립리                                         |
| 회덕군 탄동면(炭洞面) 백산리/가정리/호동 일부/상초리 일부/하초리 일부, 내동/신곡리/유산리, 덕진리/안기리 일부, 경운리/도룡리/호동 일부/(서면) 상신리 일부, 금성리/회병리/삼계리/반송리/반석리/우미동/외삼리 일부, 사동/신봉리/중방리 일부/방축리 일부, 숙동/신성리/율정리 일부/신대리 일부/상초리 일부, 안산리/(공주군 반포면) 동촌리 일부/어득운리 일부, 산막리/외삼리 일부/(공주군 반포면) 동촌리 일부, 자운리/삼현리/입석리/율정리 일부/중방리 일부, 정삼리/장동리/신대리 일부/상초리 일부/세동 일부, 탄동/추목리/세동 일부/방축리 일부, 송림리/봉기리/상기리/하기리, 설목리/화암리/(구즉면) 고촌리/상동리/설월리 일부 | 탄동면      | 가정리, 내동리(內洞里), 덕진리, 도룡리, 반석리, 신봉리, 신성리, 안산리, 외삼리, 자운리, 장동리, 추목리, 하기리, 화암리         |
| 공주군 명탄면(鳴灘面) 박산리/(반포면) 봉성동/수남리 | 탄동면      | 수남리 |
| 진잠군 북면(北面) 계산리 일부/모곡리 일부, 칠성리/석천리 일부/용두리 일부/용교촌리 일부, 내동/송촌리/석천리 일부/교촌리 일부/대정리 일부, 주암리/대정리 일부/용두리 일부, 모곡리 일부/산직리 일부/용계리 일부/(공주군 현내면) 연암동/서성동 일부, 성전리/학하동/계산리 일부/용계리 일부/(공주군 현내면) 서성동 일부 | 진잠면      | 계산리, 교촌리, 내동리(內洞里), 대정리, 용계리, 학하리                                                                         |
| 진잠군 서면(西面) 유림리/남선리/월저리 일부/(연산군 식한면) 정장리 일부, 방동리/하세동리/세천리 일부/하성북리 일부/(상남면) 금곡리 일부, 상성북리/하성북리 일부/세천리 일부, 상세동리/중세동리, 송정리/선창리/(연산군 두마면) 광수리 일부/동서암리 일부 | 진잠면      | 남선리, 방동리, 성북리, 세동리, 송정리                                                                                         |
| 진잠군 동면(東面) 가수원리/용소리/괴곡리 일부, 선곡리/괴곡리 일부, 관애동/노곡리/축암리, 도안리/(북면) 산직리 일부/(공주군 현내면) 가락동 일부/가둔리 일부 | 기성면      | 가수원리, 괴곡리, 관저리, 도안리                                                                                               |
| 진잠군 상남면(上南面) 신현리/산직리 일부/항동 일부/매노리 일부, 봉곡리/금곡리 일부, 오룡동/산직리 일부/매노리 일부/장안리 일부, 용암리/장안리 일부, 사수리/수내리/흑석리 | 기성면      | 매노리, 봉곡리, 산직리, 장안리, 흑석리                                                                                         |
| 진잠군 하남면(下南面) 영동리/오리동 일부, 오동리 일부/우명리 일부/(연산군 벌곡면) 조동 일부, 발현리/중산리/금청리/원정리/덕동동/우명리 일부, 정방리/삼정리 일부/용촌리 일부, 온동/증촌리/평촌리/삼정리 일부/오리동 일부/용촌리 일부/(상남면) 항동 일부 | 기성면      | 오리, 우명리, 원정리, 용촌리, 평촌리                                                                                           |
12면 - 진잠면, 기성면, 유천면, 유성면, 내남면, 탄동면, 구즉면, 외남면, 대전면, 산내면, 북면, 동면
- 1917년 10월 1일 내남면을 회덕면으로 개칭하였다.[4]
- 1931년 4월 1일 대전면을 대전읍으로 승격하였다.[5] (1읍 11면)
- 1935년 10월 1일 대전읍을 대전부로 승격하고, 대전군을 대덕군으로 개칭하였다. (11면)

## 같이 보기
- 대전광역시
- 회덕군
- 진잠군
- 대덕군